# 2020-21年スーダン・エチオピア国境紛争
2020–21年スーダン・エチオピア国境紛争は、エチオピアとスーダンの国境沿いの係争地であるアルファシャガ・トライアングルの領有権をめぐって両国の間で2020年12月に勃発し、現在も進行中の国際紛争。

## 背景
1902年、イギリスの支配下にあったスーダン(英埃領スーダン)とエチオピア帝国は両国の国境を定めた条約に署名したが、一部の地域の国境線が未画定のままであったため失効した。1902年とその後の1907年の条約におけるスーダン側の境界線の東端までの領域にはアルファシャガ地域が含まれていたが、そこには既にエチオピア人が住み着いており、畑は耕され、住民は税金をエチオピア政府に納めていた。
エチオピア・エリトリア国境紛争終了後、エチオピアとスーダンは長期間にわたって合計744kmに及ぶ国境の画定協議を開始したが、その協議において最も難航したのがアルファシャガ地域における領有権の問題であった。
2008年、エチオピアがアルファシャガをスーダンの一部であると認める代わりに、スーダンはそこに住むエチオピア人の権利を侵害しないという妥協案に両国が合意することとなった。
2018年、エチオピアではティグレ人民解放戦線(TPLF)が政権から退くと、それに代わった与党エチオピア人民革命民主戦線内のアムハラの指導者達は2008年の協議は秘密協議であったとし、協議における適切な処理が行われなかったとして非難した。

## 軍事衝突
ティグレ紛争の混乱が周辺地域に波及する中で2020年12月15日、スーダンの将校達がエチオピア政府の支援を受けたとされるエチオピア民兵に待ち伏せされ、そのうちの4人が殺害されたと報道された。後日、スーダンの首相アブダッラー・ハムドゥークはエチオピア民兵による軍事行動を「撃退する準備をした」と発言。これに対し、エチオピアの首相アビィ・アーメドはエチオピア北部での戦闘行為について「このような事件によって二国間の結束が壊されることのないように対話による問題解決を図っていく」と現況の収束を試みた。
スーダンは係争地に兵力を動員して本格的な戦闘を開始した。そして、スーダンは2021年1月1日に地域内の全ての村の奪還を宣言。エチオピア国防軍参謀長のビルハヌ・ジュラはこの宣言に対して、「これは平和的に解決するべき問題であり、スーダンは二国間の分断を望む第三国がいるということを理解して、我々と対話をするべきだ」(ここでいう第三国とはエジプトのことである)と発言した。
2020年12月28日、スーダンは アルファシャガ地域にあるAsmaro村、Lebbaki村、Pasha村、Lamlam村, Melkamo村、 Males村、Ashkar村、Arqa村、Umm Pasha Teddy村など総計で11地点のエチオピア民兵支配下の入植地を占領。また、アムハラ軍からLilli町を占領。Lilli町は1000人以上エチオピア人の農民が暮らしている。
2021年1月3日、スーダンは越境してきた45人のTPLFの戦闘員を拘束。

## 各国の反応・動向
- サウジアラビア：両国の関係改善のために、自国が仲介役となる和平交渉の開催を持ち掛けた[14]。
- イギリス外務・英連邦大臣のドミニク・ラーブは、両国の役員と対面し早期の紛争終結の実現を要請した[14]。